# Xã Geneseo, Quận Roberts, South Dakota
Xã Geneseo (tiếng Anh: Geneseo Township) là một xã thuộc quận Roberts, tiểu bang Nam Dakota, Hoa Kỳ. Năm 2010, dân số của xã này là 271 người.